# LEGO Space

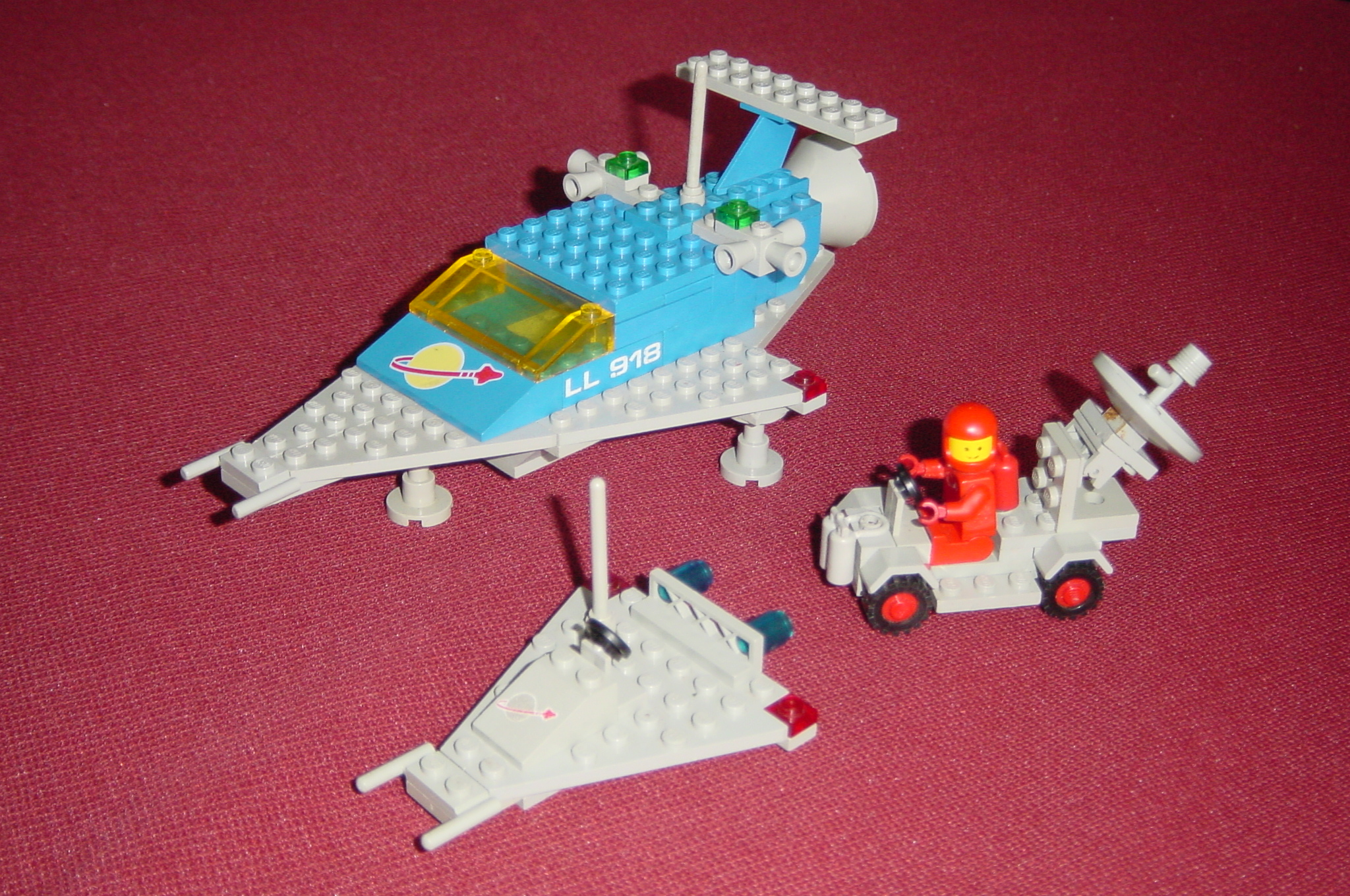
Set LEGO Space classici.

LEGO Space è una linea tematica di prodotti LEGO dedicata a astronavi e astronauti e introdotta sul mercato a partire dal 1978.
Si tratta di uno dei temi più vasti della storia Lego, e contiene più di 200 singoli set. È stato commercializzato come Legoland Spazio fino a diventare LEGO System nel 1992.
- LEGO Space (1978-1987)
- LEGO Blacktron I (1987-1990)
- LEGO Futuron (1987-1990)
- LEGO Space Police I (1989-1990, 1993)
- LEGO Tron (1990-1993)
- LEGO Blacktron Future Generation (1991-1993)
- LEGO Space Police II (1992-1993)
- LEGO Ice Planet 2002 (1993-1994, 1999)
- LEGO Unitron (1994-1995)
- LEGO Spyrius (1994-1996, 1999)
- LEGO Exploriens (1996)
- LEGO Roboforce (1997)
- LEGOUFO (1997-1998)
- LEGO Insectoids (1998-1999)
- LEGO Star Wars (dal 1999)
- LEGO Life on Mars (2001)
- LEGO Mars Mission (2007-2008)
- LEGO Space Police III (dal 2009)
- LEGO Galaxy Squad (dal 2013)

## Altro
- L'astronauta blu appare nel film The LEGO Movie con il nome di Benny.